# Detroit Aircraft Corporation
La Detroit Aircraft Corporation (DAC) est un constructeur aéronautique américain de l'entre-deux-guerres.
La Detroit Aircraft Corporation a été constituée à Detroit, dans le Michigan, le 10 juillet 1922, sous le nom d'« Aircraft Development Corporation »; le nom a été changé en 1929,.
La société de Detroit détenait la totalité du capital social de Ryan Aircraft Corp., Aircraft Development Corp., Aviation Tool Co., Grosse Ile Airport, Inc., Marine Aircraft Corp., Park's Air College and Affiliated Companies, Detroit Aircraft Export Co., Gliders, Inc. et Eastman Aircraft Corp. Elle possédait également une participation de 90 % dans la Blackburn Airplane and Motor Company, la quasi-totalité du capital social de la Lockheed Aircraft Company et une participation de 40 % dans Winton Aviation Engine Co. Pendant la Grande Dépression, la holding Detroit Aircraft a trouvé que les pertes croissantes d'autres opérations vidaient les coffres de l'entreprise. Le 27 octobre 1931, la Detroit Aircraft Corporation a été mise sous séquestre. Les parties plus lourdes que l'air de la compagnie ont été fusionnées sous Lockheed, tandis que les divisions plus légères que l'air ont été formées dans une nouvelle unité appelée Metalclad Airship Corporation.
Cette société n'est pas liée à la Detroit Aircraft Company, constituée en 2011, et développant le véhicule électrique à décollage vertical appelé MOBi. l'opérateur sera Airspacex.
- Président : M. Bjelivuk, Edward S. Evans[5]
- Président : CB Fritsche
- Vice-Prés. : ET Gushee
- Trésorier : CA Parcells
- Réalisateurs : M. Bjelivuk, FW Blair, William Benson Mayo (en) William Benson Mayo (en), E.T. Gushee, C.A. Parcells, C.W. Harrah, E.W. lewis, Charles S. Mott (en), Ransom Eli Olds, Ralph Hazlett Upson (en), R.D. Chapin, P. Ball, H.H. Knight, H.M. Bixby, T.N. Dysart, J.S. Elliott, F.E. Keeler et B.S. Hunter

## Filiales
Ryan Aircraft Corporation : Incorporée dans Detroit Aircraft le 5 juillet 1929, Ryan Aircraft a acquis les actifs et les activités de Mahoney-Ryan Aircraft Corporation, le successeur de Ryan Airlines. Ryan Aircraft a fabriqué des monoplans à cabine de quatre et six places dans son usine de Saint-Louis, Missouri, adjacente à l'aéroport municipal. la Detroit Aircraft Corporation possédait la totalité du capital social de Ryan Aircraft.

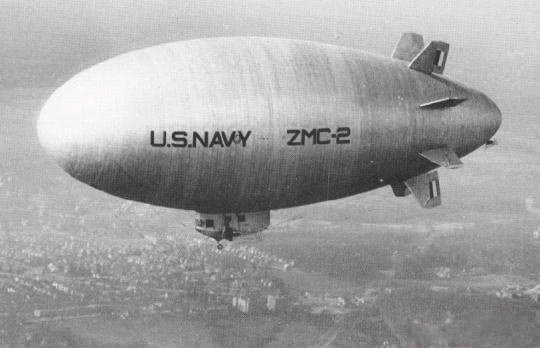
La société de développement d'avions ZMC-2

Aircraft Development Corporation : a été constituée le 12 juillet 1929 dans le Michigan pour prendre en charge et poursuivre le développement et la construction de dirigeables "à revêtement métallique" à des fins commerciales, militaires et navales. La société détenait des brevets couvrant la conception et la construction de dirigeables rigides "Metalclad" et de tours d'amarrage de dirigeables. Le premier dirigeable "Metalclad", le Detroit ZMC-2, a été construit pour l'US Navy en 1929. DAC possédait la totalité du capital-actions,,. Edsel Ford, William May et William Bushnell Stout (en), avaient investi dans l'entreprise dans le but de faire de Détroit le centre de fabrication de l'industrie des dirigeables. Le nom Ford n'était pas étroitement associé au ZMC-2 sur l'insistance d'Henry et d'Edsel Ford, mais les laboratoires Ford, sur la propriété de l'aéroport Ford (en) nouvellement achevé, avaient effectué des tests sur le ZMC-2 et avaient payé 500 000 $ pour l'amarrage de dirigeable de 225 pieds (68,58 m) à l'aéroport de Ford.
Aviation Tool, Co. incorporée au Michigan, le 11 juin 1929, pour reprendre et poursuivre le développement des riveteuses automatiques et leur application à tous les types d'aéronefs. DAC possédait la totalité du capital-actions.
Grosse Ile Municipal Airport (en), Inc. Incorporé au Michigan, le 15 novembre 1926. Possédait et exploitait un aéroport sur la Grosse Île, une île de la rivière Détroit. L'aéroport couvrait 403 acres (1,63 km2) de terre et a des voies d'eau sur trois côtés. Contenait un terrain d'atterrissage circulaire. 3 000 pieds (914,4 m) de diamètre, et un hangar à dirigeables. DAC possédait la totalité du capital-actions[Pas dans la source].
Marine Aircraft Corp. Incorporée au Michigan, le 11 juin 1929, pour se spécialiser exclusivement dans la construction d'amphibies et d'hydravions entièrement métalliques à des fins commerciales et navales. Fabrication d'un avion amphibie à six places tout en métal. DAC possédait la totalité du capital-actions.
Eastman Aircraft Corp. Incorporé au Michigan. 26 novembre 1928. Fabrication du bateau volant Sea Rover et Sea Pirate (en) dont le prix variait de 7 500 $ à 10 000 $. DAC possédait la totalité du capital-actions.
Blackburn Aircraft Corp. Incorporée au Michigan, le 20 mai 1929. pour acquérir les droits de conception et de brevet sur toute la gamme d'avions en métal de Blackburn Airplane & Motor Co., ltd. of England. DAC contrôlait 90%, la société britannique détenant 10% des actions.
Detroit Aircraft Export Co. Incorporée en décembre 1928 dans le but de gérer les ventes à l'exportation dans le sud et le centre de la Chine. Japon, Australie, Nouvelle-Zélande et Afrique du Sud. DAC possédait la totalité du capital-actions.

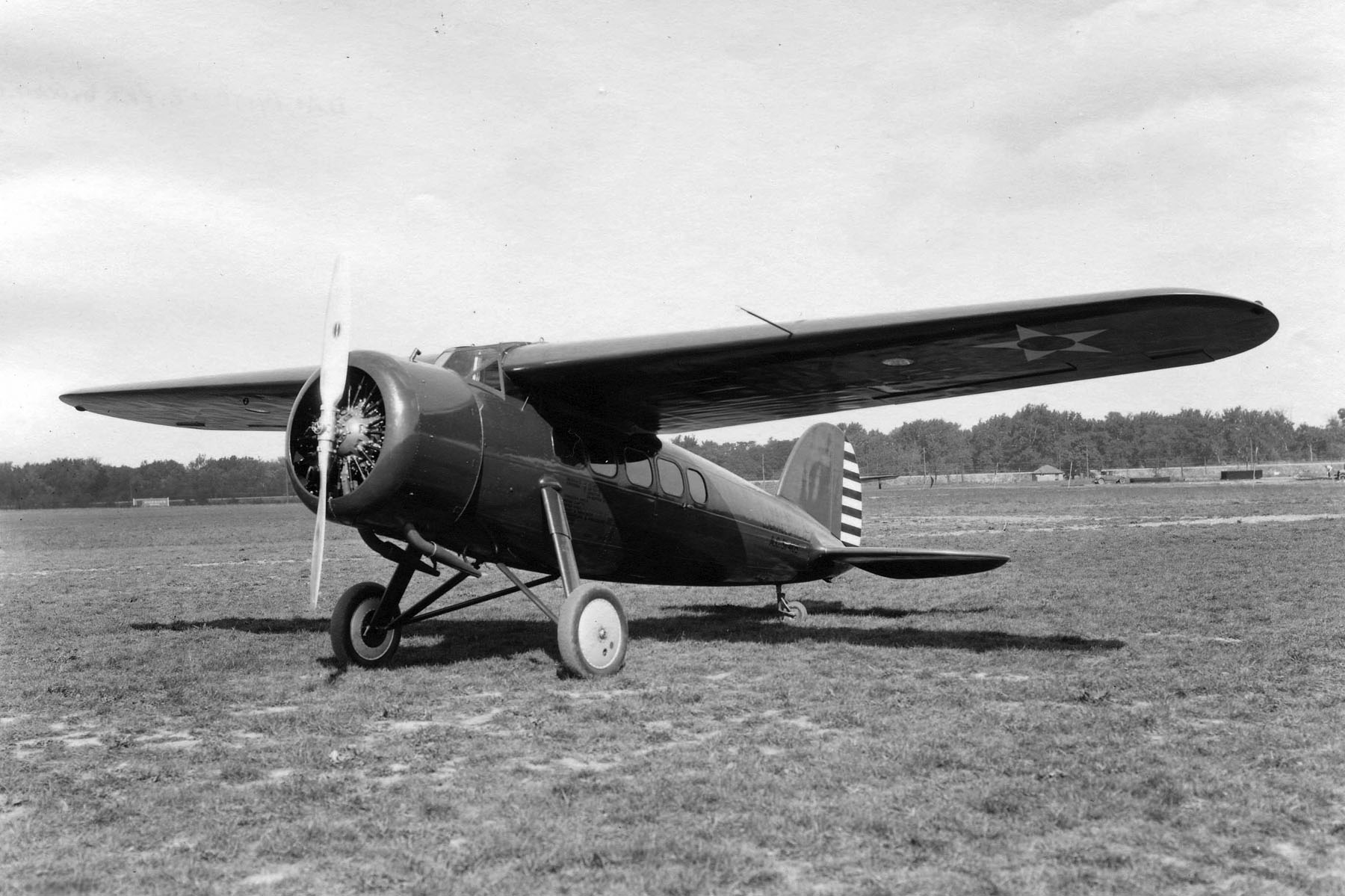
Detroit Y1C-12, (Lockheed Vega)

Gliders, Inc. Engagé exclusivement dans la fabrication de planeurs,. Usine située à Detroit, DAC possédait l'intégralité du capital social. [Pas dans la source]
La lockheed Aircraft Company de Santa Barbara, en Californie, a été une entreprise en activité tout au long des années 1920. Le bailleur de fonds de Lockheed Fred Keeler a cherché à faire un énorme profit en vendant la société au DAC. La direction de lockheed a voté pour vendre la participation majoritaire à la Detroit Aircraft Corporation. En juillet 1929, la Detroit Aircraft Corporation a acquis 87 % des actifs de Lockheed Aircraft Company.
Ne voulant pas voir l'entreprise vendue Allan Lockheed est parti en 1929. Dans les trois mois suivant la vente, survinrent le krach boursier d'octobre 1929 et le début de la Grande Dépression qui absorba l'ambitieuse société holding DAC dans une spirale descendante. Même pendant la Dépression, la Division Lockheed DAC continua à faire des bénéfices. mais il n'a pas pu sauver la société mère débordée. DAC a été mise sous séquestre en 1931 et malgré la poursuite des ventes et des bénéfices, Lockheed a fermé ses portes le 16 juin 1932. Au tribunal de Los Angeles le 6 juin 1932, au plus profond de la Grande Dépression, il n'y avait qu'une seule offre : un groupe d'investisseurs dirigé par Robert E. Gross qui proposait d'acheter les actifs de la société Lockheed en faillite pour 40 000 $. L'offre a été acceptée.
Park's Air College and Affiliated Companies, Inc., voir Parks College of Engineering, Aviation and Technology.

## Avion
| Nom du modèle                         | Premier vol | Nombre construit | Taper                                                 |
| ------------------------------------- | ----------- | ---------------- | ----------------------------------------------------- |
| Détroit DAC-2C                        |             |                  | Planeur                                               |
| Detroit G1 Gull (en)                  |             | 3+               | Planeur                                               |
| Eastman E-2 Sea Rover (en)            |             |                  | Bateau volant monomoteur                              |
| Détroit ZMC-2 (Zeppelin Metal Clad-2) | 1929        | 1                | Dirigeable rigide revêtu de métal (ZMC)               |
| Détroit DL-1 Vega                     | 1930        | 11               | Monoplan cabine monomoteur                            |
| Détroit DL-2 Sirius                   |             | 1                | Monoplan monomoteur                                   |
| Détroit DL-2A Altaïr                  |             | 2                | Monoplan monomoteur                                   |
| Détroit YP-24                         | 1931        | 1                | Prototype de chasseur monomoteur                      |
| Détroit TE-1                          | N / A       | 0                | Bombardier torpilleur biplan monomoteur non construit |
| Détroit Y1P-24                        | N / A       | 0                | Chasseur monomoteur non construit                     |
| Détroit Y1A-9                         | N / A       | 0                | Avion d'attaque monomoteur non construit              |